# Tera van Beilen
Tera van Beilen, née le 30 mars 1993 à Mississauga, est une nageuse canadienne.

## Carrière
Tera van Beilen remporte aux Jeux olympiques de la jeunesse d'été de 2010 à Singapour la médaille d'or du 100 mètres brasse et la médaille d'argent du 200 mètres brasse. Elle obtient à l'Universiade d'été de 2011 à Shenzhen la médaille d'argent du 50 mètres brasse et du 100 mètres brasse.
Elle participe aux Jeux olympiques d'été de 2012 à Londres, terminant 9e du 100 mètres brasse, 21e du 200 mètres brasse et 12e du 4x100 mètres quatre nages.
Tera van Beilen remporte aux Jeux du Commonwealth de 2014 la médaille de bronze du relais 4x100 mètres quatre nages. Aux Jeux panaméricains de 2015 à Toronto, elle obtient la médaille d'argent du relais 4x100 mètres quatre nages.